# Getachew Abebe
Getachew Abebe – etiopski piłkarz grający na pozycji bramkarza. W swojej karierze grał w reprezentacji Etiopii.

## Kariera klubowa
Całą swoją karierę piłkarską Abebe spędził w klubie Saint-George SA. Zadebiutował w nim w 1964 roku i grał w nim do 1976 roku. Wywalczył z nim pięć tytułów mistrza Etiopii w sezonach 1965/1966, 1966/1967, 1967/1968, 1970/1971 i 1974/1975 oraz zdobył dwa Puchary Etiopii w latach 1973 i 1974.

## Kariera reprezentacyjna
W 1965 roku Abebe został powołany do reprezentacji Etiopii na Puchar Narodów Afryki 1965. Zagrał w nim w dwóch meczach grupowych: z Tunezją (0:4) i z Senegalem (1:5).
W 1968 roku Abebe powołano do kadry na Puchar Narodów Afryki 1968. Zagrał w nim w pięciu meczach: grupowych z Ugandą (2:1), z Wybrzeżem Kości Słoniowej (1:0) i z Algierią (3:1), półfinałowym z Kongiem-Kinszasa (2:3 po dogrywce) i o 3. miejsce z Wybrzeżem Kości Słoniowej (0:1). Z Etiopią zajął 4. miejsce w tym turnieju.
W 1970 roku Abebe był w kadrze Etiopii na Puchar Narodów Afryki 1970. Wystąpił w nim w jednym meczu grupowym, z Sudanem (0:3).
W 1976 roku Abebe został powołany do reprezentacji Etiopii na Puchar Narodów Afryki 1976. Wystąpił na nim w trzech meczach grupowych: z Ugandą (2:0), z Gwineą (1:2) i z Egiptem (1:1).